# Der weiße Hai (Roman)
Der weiße Hai ist ein Roman von Peter Benchley aus dem Jahr 1974. Im Original heißt der Roman Jaws (dt.: Kiefer). Benchley wurde durch wahre Begebenheiten wie die Haiangriffe von Jersey Shore im Jahre 1916 inspiriert. Der Roman wurde sofort ein Erfolg und hielt sich 44 Wochen in den Bestsellerlisten. Im darauffolgenden Jahr 1975 erschien die gleichnamige Verfilmung von Steven Spielberg.
Die bis heute für die deutschsprachigen Ausgaben verwendete Übersetzung stammt von Egon Strohm und erschien erstmals 1974 im Ullstein Verlag.

## Handlung
Die Handlung spielt im fiktiven Amity, einer kleinen Stadt auf Long Island, die stark vom Badetourismus abhängig ist. Eines Nachts, noch vor der Badesaison, wird eine junge Touristin namens Christie Watkins von einem weißen Hai getötet. Als ihre Leiche angespült wird, ist die Todesursache offensichtlich. Police Chief Martin Brody schließt Amitys Strände, was den Widerstand des Bürgermeisters Larry Vaughan und des Stadtrates nach sich zieht. Diese wollen das Tourismusgeschäft nicht gefährden und setzen Brody und den Reporter Harry Meadows unter Druck. Meadows spielt die Sache in der Lokalzeitung herunter.
Der Strand wird wieder geöffnet und der Hai tötet einen alten Mann und einen Jungen. Der Fischer Ben Gardner wird zur Jagd auf den Hai geschickt, verschwindet jedoch spurlos. Brody und Deputy Leonard Hendricks finden Gardners Boot, das offensichtlich durch einen gewaltigen Hai attackiert wurde. Im Boot findet Brody einen gewaltigen Haizahn. Brody macht sich schwere Vorwürfe und findet Vaughans Motive heraus, den Strand offen zu halten: Die Mafia hat Geld in Immobilien in Amity investiert und übt Druck auf den Bürgermeister aus. Meadows ruft den Ichthyologen Matt Hooper vom Woods Hole Institute zu Hilfe.
Hoopers älterer Bruder war ein ehemaliger Geliebter von Brodys Ehefrau Ellen. Beide haben eine kurze Affäre in einem Hotelzimmer. Brody ahnt etwas und ist den Rest des Romans von dem Gedanken besessen, Hooper hätte mit seiner Frau geschlafen. Nachdem beinahe ein weiterer Junge getötet wurde, setzt sich Brody über den politischen Druck hinweg und schließt die Strände. Er heuert den Fischer Quint an, um den Hai zu töten. Brody, Quint und Hooper fahren mit Quints kleinem Boot, der Orca, aufs Meer hinaus. Die drei ungleichen Männer sind untereinander zerstritten, Brody und Quint haben große Antipathien gegeneinander. Brody ist vom Gedanken besessen, dass Hooper mit Ellen geschlafen hat, und versucht einmal sogar, ihn zu erwürgen.
Alle Versuche, das Tier zu töten, scheitern, und Hooper lässt sich in einem Antihaikäfig ins Wasser hinab, um dem Hai direkt Gift zu spritzen. Der Hai zerstört den Käfig und tötet Hooper. Quint ist von der Tötung des Hais besessen und harpuniert ihn mehrmals. Die letzte Harpune trifft den Hai tödlich und dieser reißt Quint mit in die Tiefe, da sich das Seil der Harpune um seinen Fuß gewickelt hat.
Die beschädigte Orca sinkt und Brody paddelt auf einem Floß an Land zurück.

## Publikation
Am 2. Januar 1973 übergab der aus einer bekannten Schriftsteller-Familie stammende 31-jährige Autor Peter Benchley vertragsgemäß die letzte Version eines von ihm verfassten Manuskripts an den renommierten New Yorker Buchverlag Doubleday. Sein Erstlingsroman mit dem Titel Jaws handelte von einem menschenfressenden Weißen Hai, der einen Erholungsort vor Long Island terrorisiert.
Für den fast einhalbjährigen Schreibprozess erhielt Benchley zunächst 7.500 US-Dollar (2025:50.000 US-Dollar). Noch vor der Romanveröffentlichung sicherten sich am 1. Mai 1973 die Filmproduzenten Richard D. Zanuck und David Brown nach einem Bietergefecht mit den Warner Bros. und Columbia Pictures die Filmrechte von Peter Benchley für 150.000 US-Dollar (2025: 1.240.000 US-Dollar) und weiteren 25.000 US-Dollar für ein Drehbuch, dass ebenfalls Peter Benchley schreiben sollte.
Für Autoren und den Erstverlag beginnt ein vielversprechendes Geschäft, wenn Taschenbuchrechte weiterverkauft werden können. Nachdem der Erstverlag sein Geschäft mit der hochpreisigen Hardcover-Ausgabe nach einigen Monaten im Buchhandel abgeschlossen hat, beginnt der Taschenbuchverlag sein Geschäft mit einer nachgedruckten Massenauflage, die dann deutlich günstiger in Supermärkten, Zeitschriftenläden, Kiosken, Drogerien, Tankstellen und Flughäfen angeboten wird. Da Benchleys Roman in entsprechenden Verlagskreisen als außergewöhnlich erfolgversprechend bewertet wurde, erwarben der Verleger Oscar Dystel und sein Taschenbuchverlag Bantam Books im April 1973 nach einer Auktion mit sechs weiteren Buchverlagen für das ungewöhnlich hohe Gebot von 575.000 US-Dollar (2025:4.450.000 US-Dollar) die Taschenbuchrechte an Jaws. Bereits ab diesem Zeitpunkt kollaborierten der Taschenbuchverleger Bantam Books und das Filmproduzentenduo Zanuck/Brown und legten eine gemeinsame Marketingstrategie fest. Elementar dafür war der Wiedererkennungswert des vom New Yorker Grafik-Designers Paul Bacon entworfenen Buchcovers mit der an der Oberfläche schwimmenden Frau und dem weit aufgerissenen Maul des sich darunter befindlichen Hais, das in leicht abgewandelter Form auch das Filmposter werden würde. Die Hardcover-Ausgabe von Doubleday hatte noch eine etwas weniger monströs wirkende Grafik eines Weißen Hais auf ihrem Cover.
Am 1. Februar 1974 wurde Jaws landesweit im amerikanischen Buchhandel zunächst als Hardcover in der Erstauflage von Doubleday zum Preis von 6,95 US-Dollar herausgegeben. Der Roman verkaufte sich 125.000 Mal und stand fortan 45 Wochen lang durchgehend auf der Bestsellerliste der New York Times. Am 1. Januar 1975 folgte Bantam Books mit der Auswertung der Taschenbuchausgabe für 1,95 US-Dollar und eroberte umgehend den Spitzenplatz der Verkaufslisten. Binnen weniger Wochen avancierte Jaws zum millionenfach verkauften Bestseller. Zum Zeitpunkt der Veröffentlichung des gleichnamigen Kinofilms im Juni 1975 meldeten die Verkaufsstellen bereits 4,5 Millionen verkaufte Exemplare des Romans.
Nur drei Monate nach Publikation des Romans begannen die Dreharbeiten des gleichnamigen Films. Und exakt 14 Monate nach der Veröffentlichung des Buches sollte am 20. Juni 1975 die Kinopremiere folgen. Bis heute wurden weltweit etwa 20 Millionen Buchexemplare des Weißen Hai verkauft.

## Verfilmung
Die Geschichte wurde 1975 von Steven Spielberg verfilmt und ab Dezember 1975 im deutschsprachigen Raum unter dem Titel Der weiße Hai im Kino gezeigt. Spielberg änderte einiges in der Handlung. Der Konflikt zwischen Brody und Hooper basierend auf dem Ehebruch fehlt und Hooper findet nicht den Tod. Der Film wurde ein Welterfolg und war bis Star Wars’ Erfolg (1977) der erfolgreichste Film aller Zeiten. Heute zählt das Werk als Klassiker unter den Horrorfilmen. Das ganze Genre des Tierhorrorfilms wurde durch ihn begründet.
Bis 1987 erschienen insgesamt vier Filme der Reihe: Der weiße Hai (1975), Der weiße Hai 2 (1978), Der weiße Hai 3-D (1983) und Der weiße Hai – Die Abrechnung (1987).

## Rezeption
Trotz des kommerziellen Erfolgs waren die Kritiken gemischt. Die häufigste Kritik konzentrierte sich auf die menschlichen Charaktere. Michael A. Rogers vom Rolling Stone erklärte, dass „keiner der Menschen besonders sympathisch oder interessant ist“ und gab zu, dass der Hai sein Lieblingscharakter sei, „und man vermutet, dass Benchley es auch ist.“ Steven Spielberg teilte diese Meinung und sagte, er fand zunächst viele der Charaktere unsympathisch und wollte, dass der Hai gewinnt, eine Charakterisierung, die er in der Verfilmung änderte.
Kritiker verspotteten auch Benchleys Schreiben. Der Time-Rezensent John Skow beschrieb den Roman als „Klischee und grobe literarische Berechnung“, in dem die Ereignisse „sich weigern, Leben und Dynamik anzunehmen“ und dem Höhepunkt „nur Queequegs Sarg fehlt, der einer Badewannenversion von Moby-Dick ähnelt“. In einem Gastkommentar für The Village Voice erklärte Donald Newlove: „Der Weiße Hai hat Gummizähne für eine Aktion. Es ist langweilig, sinnlos, lustlos. Wenn es eine abgedroschene Wendung gibt, wird Der Weiße Hai diese Wendung machen.“ Ein Artikel in The Listener kritisierte an der Handlung, dass „der Roman sozusagen nur am Anfang Biss hat“ und diese Szenen „naive Versuche“ seien, um eine ins Stocken geratene Handlung „weiterzupeitschen.“ Andrew Bergman von der New York Times Book Review meinte, dass das Buch zwar als „fließende Unterhaltung“ diene, sich aber „Passagen von hohler, unheimlicher Bedeutung einschleichen“, während schlechte Szenen und „grobe Manipulationen die Erzählung verderben.“
Einige Rezensenten fanden die Beschreibung der Hai-Angriffe durch „Der Weiße Hai“ unterhaltsam. John Spurling vom New Statesman behauptete, dass die Charakterisierung der Menschen zwar recht rudimentär sei, der Hai jedoch „mit berauschendem und alarmierendem Geschick dargestellt wird und jede Szene, in der er auftaucht, mit einer besonderen Intensität dargestellt wird.“ Christopher Lehmann-Haupt lobte den Roman in einer kurzen Rezension für die New York Times und betonte seine „starke Handlung“ und seinen „reichen thematischen Unterbau“. Robert F. Jones von der Washington Post beschrieb „Der Weiße Hai“ als „viel mehr als ein packendes Buch“. Es handelt sich um eine straff geschriebene, spannende Studie, die „eine Metapher prägte und berührte, die uns immer noch zum Kribbeln bringt, wenn wir ins Wasser gehen.“ Der New Yorker Rezensent Eliot Fremont-Smith fand den Roman „enorm lesbar“ trotz des Mangels an „eingängigen Charakteren oder viel Überraschung oder Originalität der Handlung“. Fremont-Smith schrieb, dass Benchley „den Erwartungen gerecht wird, gerade genug Staatsbürgerkunde und Ökologie hat, damit wir uns gut fühlen, und das Ganze mit einer wirklich großartigen und grausamen Kampfszene abrundet.“
In den Jahren nach der Veröffentlichung begann sich Benchley für die negative Einstellung gegenüber Haien verantwortlich zu fühlen, die sein Roman hervorrief. Er wurde ein leidenschaftlicher Meeresschützer. In einem im Jahr 2000 für National Geographic veröffentlichten Artikel schreibt Benchley: „Angesichts des Wissens, das ich in den letzten 25 Jahren über Haie gesammelt habe, kann ich heute auf keinen Fall ‚Der Weiße Hai‘ schreiben … jedenfalls nicht mit gutem Gewissen. Damals war man allgemein davon ausgegangen, dass Weiße Haie freiwillig anthropophag waren (sie fraßen Menschen). Jetzt wissen wir, dass fast jeder Hai-Angriff auf einen Menschen ein Unfall ist: Ein Hai verwechselt einen Menschen mit seiner normalen Beute.“ Nach dem Tod von Benchley im Jahr 2006 erklärte Benchleys Witwe Wendy, dass der Autor „den Leuten immer wieder sagte, das Buch sei Fiktion“ und verglich „Der Weiße Hai“ mit „Der Pate“: „Er übernahm nicht mehr die Verantwortung für die Angst vor Haien, als Mario Puzo die Verantwortung für die Mafia übernahm.“

## Sonstiges
Als der Film herauskam, sollen bereits 5,5 Millionen Exemplare des Buches verkauft worden sein. Bis 2006 hatte sich das Buch 20 Millionen Mal verkauft. In den Jahren nach der Veröffentlichung fühlte sich Benchley schuldig am schlechten Ruf der Haie und engagierte sich stark in der Meeresschutzbewegung. In einem Artikel für das Magazin National Geographic aus dem Jahre 2000 sagte Benchley, er würde den Roman heute nicht mehr schreiben. Das Tier sei nicht böse, sondern es verwechsle gelegentlich unvorsichtige Menschen mit Beutetieren.